# Ourapteryx approximata
Ourapteryx approximata là một loài bướm đêm trong họ Geometridae.